# Gabriela Heredia
La Prof. Dra. Gabriela Patricia Heredia Abarca (1959) es una micóloga mexicana. Es investigadora del "Departamento de Biología de Suelos" del Instituto de Ecología A.C.
En 1981 hizo su maestría en Ciencias Fitopatológicas y Microbiológica, en la Facultad de Ciencias de la UNAM.
El 22 de octubre de 1999 defendió su tesis de doctorado en Ciencias Biológicas, con Diversidad y sucesión de los Hyphomycetes de la superficie de las hojas en descomposición de tres especies arbóreas dominantes en un bosque mesófilo de montaña en el centro de Veracruz, también en la UNAM.
Heredia formó parte del proyecto BIOCAFÉ, realizado por el Laboratorio de Micromicetos del Instituto de Ecología (Inecol) entre 2003 y 2008, cuyo objetivo fue evaluar los cambios en la diversidad del bosque de niebla al establecerte en él cafetales, estudiando qué prácticas relacionadas al cultivo de café conservan mejor a las comunidades de hongos saprobios del suelo, y cuáles pueden dañarlas.
Heredia se ha especializado en Taxonomía de hongos Hyphomycetes, y la ecología de sus comunidades (interacciones de niveles tróficos edáficos, competencia y fungivoría).
- La abreviatura «Heredia» se emplea para indicar a Gabriela Heredia como autoridad en la descripción y clasificación científica de los vegetales.[5]